# Rybany
Rybany este o comună slovacă, aflată în districtul Bánovce nad Bebravou din regiunea Trenčín. Localitatea se află la altitudinea de 187 m deasupra n.m., se întinde pe o suprafață de 11,04 km2 și în 2017 număra 1.468 de locuitori.

## Istoric
Localitatea Rybany este atestată documentar din 1323.

## Demografie
| An:                | 1994 | 2004   | 2014   | 2024   |
| ------------------ | ---- | ------ | ------ | ------ |
| Număr de persoane: | 1495 | 1487   | 1446   | 1489   |
| Diferență:         |      | −0,53% | −2,75% | +2,97% |

| An:                | 2023 | 2024   |
| ------------------ | ---- | ------ |
| Număr de persoane: | 1517 | 1489   |
| Diferență:         |      | −1,84% |